# Hymenosomatidae
Famille
Les Hymenosomatidae sont une famille de crabes du groupe des Majoidea. Elle comprend plus de 120 espèces dans 19 genres.

## Liste des genres
Selon World Register of Marine Species (24 octobre 2015) :
- genre Amarinus Lucas, 1980
- genre Apechocinus Ng & Chuang, 1996
- genre Cancrocaeca Ng, 1991
- genre Crustaenia Ng & Chuang, 1996
- genre Elamena H. Milne Edwards, 1837
- genre Elamenopsis A. Milne-Edwards, 1873
- genre Guaplax Naruse, Ng & Guinot, 2008
- genre Halicarcinides Hale, 1927
- genre Halicarcinus White, 1846
- genre Halimena Melrose, 1975
- genre Hymenicoides Kemp, 1917
- genre Hymenosoma Desmarest, 1823
- genre Limnopilos Chuang & Ng, 1991
- genre Micas Ng & Richer de Forges, 1996
- genre Neohymenicus Lucas, 1980
- genre Neorhynchoplax Sakai, 1938
- genre Odiomaris Ng & Richer de Forges, 1996
- genre Rhynchoplax Stimpson, 1858
- genre Sulaplax Naruse, Ng & Guinot, 2008
- genre Trigonoplax H. Milne Edwards, 1853

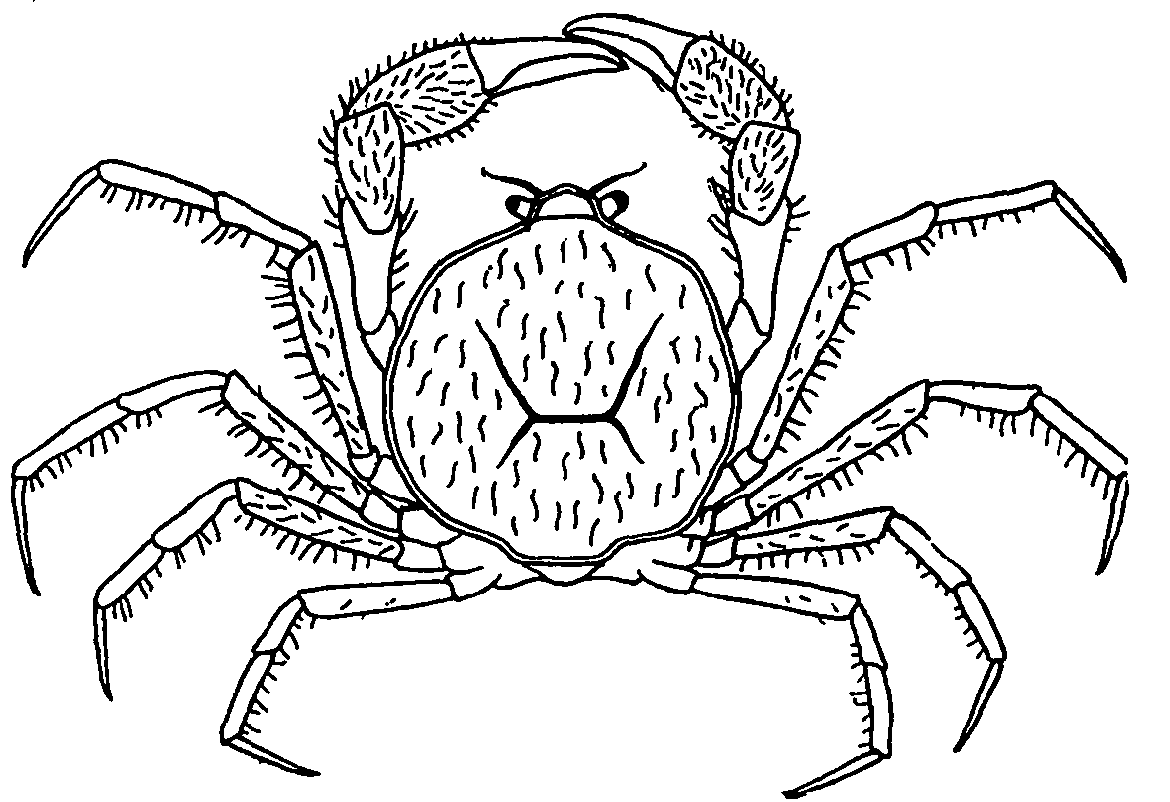
Amarinus lacustris
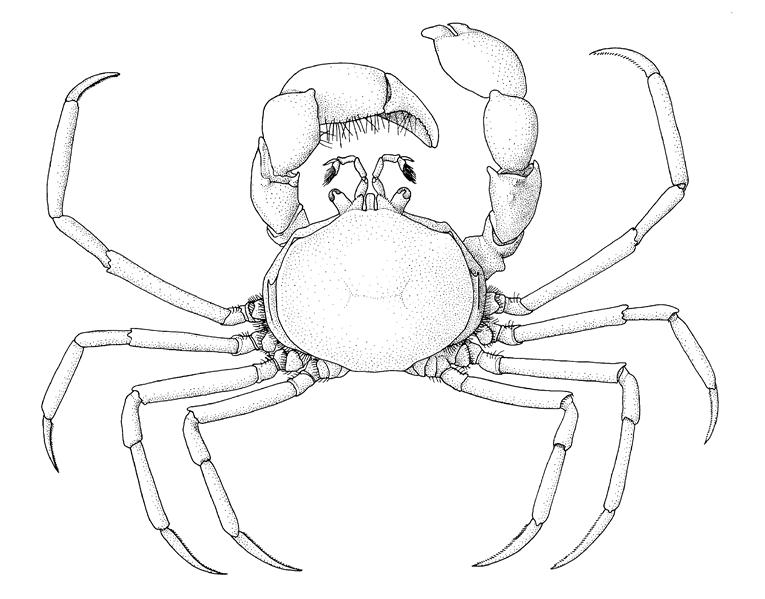
Halicarcinus ovatus
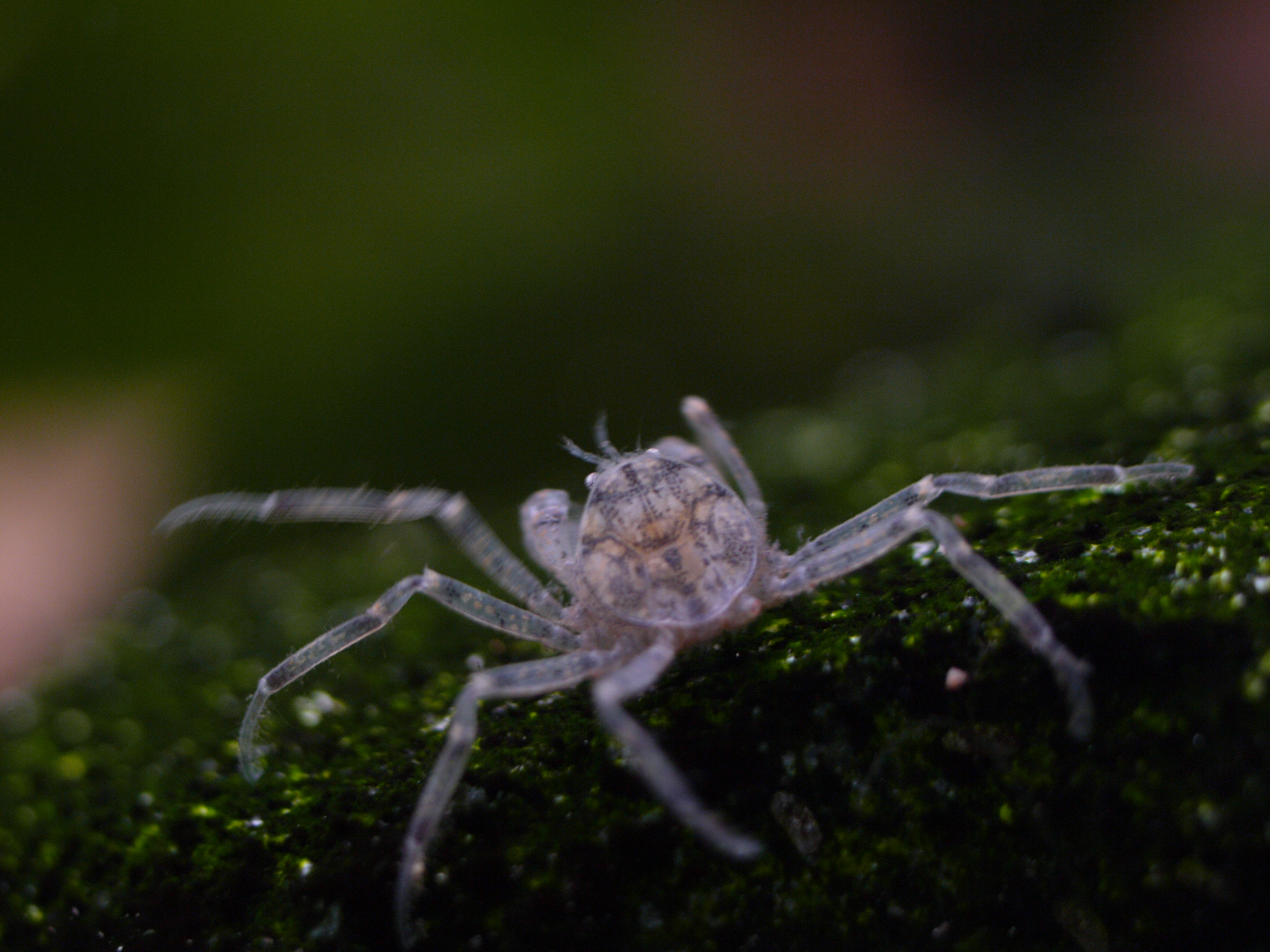
Limnopilos naiyanetri
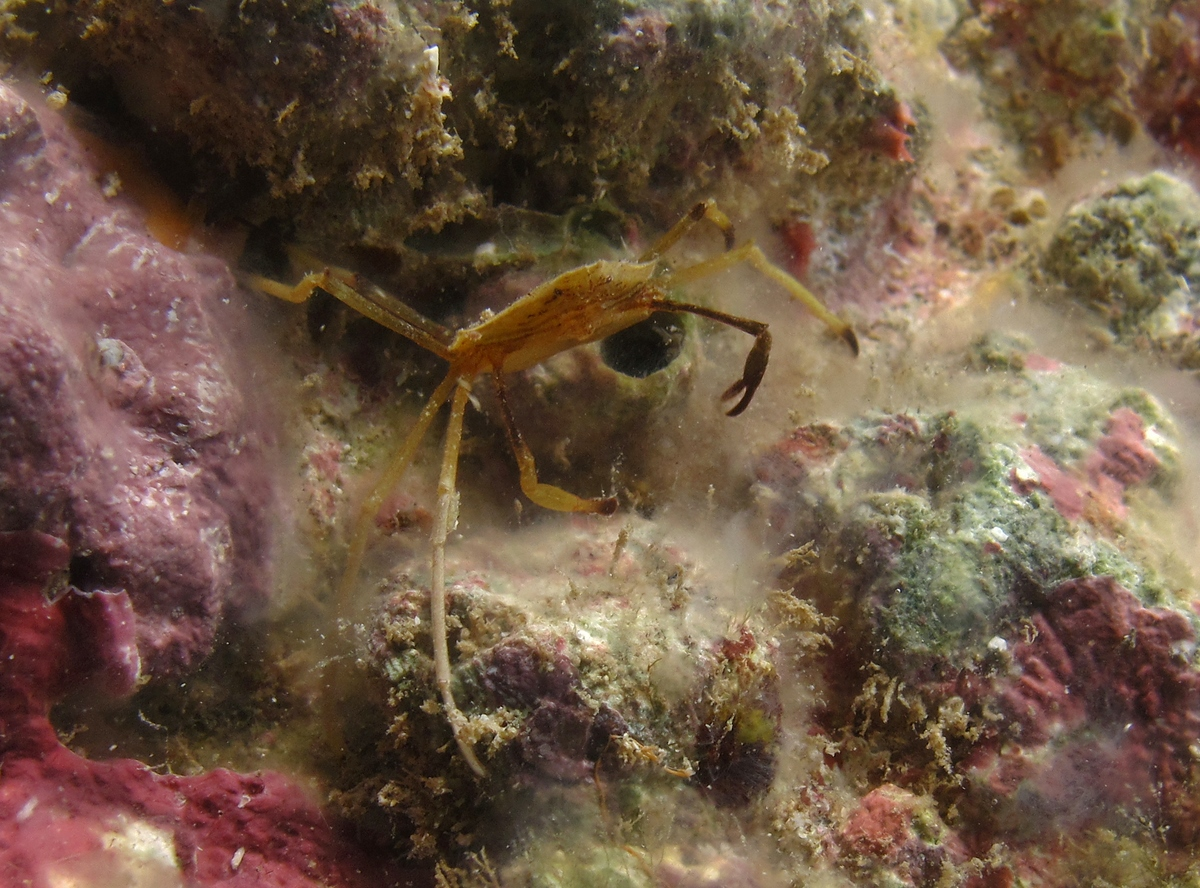
Trigonoplax unguiformis

## Référence
- Macleay, 1838 : On the brachyurous decapod Crustacea brought from the Cape by Dr. Smith. Illustrations of the Annulosa of South Africa; being a portion of the objects of natural history chiefly collected during an expedition into the interior of South Africa, under the direction of Dr. Andrew Smith, in the years 1834, 1835. and 1836; fitted out by “The Cape of Good Hope Association for Exploring Central Africa”. p. 53–71.

## Sources
- Ng, Guinot & Davie, 2008 : Systema Brachyurorum: Part I. An annotated checklist of extant brachyuran crabs of the world. Raffles Bulletin of Zoology Supplement, n. 17, p. 1–286.
- De Grave & al., 2009 : A Classification of Living and Fossil Genera of Decapod Crustaceans. Raffles Bulletin of Zoology Supplement, n. 21, p. 1-109.